# Barbara Raggl
Barbara Raggl (11 giugno 1975) è un'ex sciatrice alpina austriaca.

## Biografia
Specialista delle prove tecniche originaria di Arzl im Pitztal, la Raggl debuttò in campo internazionale ai Mondiali juniores di Maribor 1992 e Coppa del Mondo ottenne tre piazzamenti, tutti in slalom gigante nel 1993: il 5 gennaio a Maribor (18ª), il 10 gennaio a Cortina d'Ampezzo (16ª) e il 27 marzo a Åre (18ª). Ai Mondiali juniores di Montecampione/Colere 1993 vinse la medaglia d'argento nella combinata e a quelli di Lake Placid 1994 conquistò la medaglia d'argento nello slalom speciale e nella combinata e quella di bronzo nello slalom gigante. Inattiva dal 1995 al 1999, si ritirò al termine di quella stessa stagione 1998-1999 e la sua ultima gara fu uno slalom speciale FIS disputato il 9 aprile nella Paznauntal; non prese parte a rassegne olimpiche o iridate.

## Palmarès

### Mondiali juniores
- 4 medaglie:
  - 3 argenti (combinata a Montecampione/Colere 1993; slalom speciale, combinata a Lake Placid 1994)
  - 1 bronzo (slalom gigante ad Lake Placid 1994)

### Coppa del Mondo
- Miglior piazzamento in classifica generale: 94ª nel 1993

### Coppa Europa
- Miglior piazzamento in classifica generale: 6ª nel 1993

### Campionati austriaci
- 3 medaglie[1]:
  - 2 argenti (combinata nel 1994; combinata nel 1995)
  - 1 bronzo (discesa libera nel 1994)